# Clara Østø
Laurita Clara Hansine Østergaard Østø f. Olsen (født 14. januar 1911 i Aarhus, død 20. maj 1983 i København) var en dansk skuespiller.
Hun debuterede på Nørrebros Teater i 1929 og optrådte sidenhen i en lang årrække på de fleste københavnske teatre, også ofte som revyskuespiller.
Hun var gift med skuespilleren og sceneinstruktøren Edvin Tiemroth og er mor til Lene Tiemroth, der også gik skuespillervejen.

## Filmografi
- Barken Margrethe af Danmark – 1934
- Skilsmissens børn – 1939
- Så mødes vi hos Tove – 1946
- Det var på Rundetårn – 1955
- Styrmand Karlsen – 1958
- Spøgelsestoget – 1976
- Rend mig i traditionerne – 1979